# NGC 5350
NGC 5350 é uma galáxia espiral barrada (SBbc) localizada na direcção da constelação de Canes Venatici. Possui uma declinação de +40° 21' 50" e uma ascensão recta de 13 horas, 53 minutos e 21,5 segundos.
A galáxia NGC 5350 foi descoberta em 14 de Janeiro de 1788 por William Herschel.